# Gymnopternus meniscoides
Gymnopternus meniscoides är en tvåvingeart som beskrevs av Robinson 1964. Gymnopternus meniscoides ingår i släktet Gymnopternus och familjen styltflugor. Inga underarter finns listade i Catalogue of Life.